# Eveline Pipp
Eveline Pipp (* 12. Dezember 1956 in Innsbruck; † 5. Mai 2017 ebenda) war Bibliothekarin der Universitäts- und Landesbibliothek Tirol und Botanikerin.

## Studium und berufliche Laufbahn
Eveline Pipp studierte Biologie an der Universität Innsbruck und wurde 1987 in dem Fach unter den Auspizien des Bundespräsidenten (sub auspiciis praesidentis rei publicae) promoviert. Der Titel ihrer Doktorarbeit lautet „Zum Energiegehalt pflanzlicher Substanz“. Danach folgten 1987–1993 Projektbeschäftigungen am Institut für Botanik. 1993 übernahm sie eine Stelle als Bibliothekarin an der damaligen Universitätsbibliothek, die sie bis zu ihrem Tod 2017 innehatte. Die Schwerpunkte ihrer dortigen Arbeit waren Literaturdatenbanken, automationsunterstützte Literaturrecherchen, Literaturressourcen, E-Zeitschriften, E-Bücher und deren Nutzungsstatistiken. 2006 wurde sie Leiterin der Abteilung „Datenbanken und Neue Medien“ als Nachfolgerin von Heinz Hauffe sowie Datenbankbeauftragte.
Ab 2007 war sie Mitglied der Kooperation E-Medien Österreich (KEMÖ), 2008 stellvertretende Vorsitzende und ab 2011 Vorsitzende der KEMÖ. In der Vereinigung Österreichischer Bibliothekarinnen (VÖB) war sie ab 1995 Mitglied sowie 2000–2002 und 2004–2015 im Vorstand. Sie war 2006–2007 Herausgeberin der „Online-Mitteilungen“ und mit der Integration dieser in die „Mitteilungen“ der VÖB bis 2010 Redakteurin. Sie wirkte wesentlich an den „Online-Informationstreffen“, später „ODOK“ (Zusammenschluss dessen mit dem Dokumentartag der Österreichischen Gesellschaft für Dokumentation und Information), mit. 2011 erhielt sie die VÖB Würdigungsurkunde.
Neben ihrer Arbeit als Bibliothekarin war sie als freie Mitarbeiterin weiterhin am Institut für Botanik mit Projekten der Arbeitsgruppe Hydrobotanik beschäftigt und veröffentlichte Publikationen.

## Publikationen (Auswahl)

### Herausgeberschaften
- Online-Datenbanken – CD-ROM-Datenbanken. Tagungsberichte vom 4. und 5. Österreichischen Online-Informationstreffen, 17.–20. September 1991, Schloss Hofen, Lochau bei Bregenz, 14.–17. September 1993, Schloss Seggau, Seggauberg bei Leibnitz. (= Biblos-Schriften, Band 158) Österr. Online-Benutzergruppe, Innsbruck 1987.
- Dokumente und Datenbanken in elektronischen Netzen. Dokumente und Datenbanken in elektronischen Netzen: Tagungsberichte vom 6. und 7. Österreichischen Online-Informationstreffen bzw. vom 7. und 8. Österreichischen Dokumentartag, Schloss Seggau, Seggauberg bei Leibnitz, 26.–29. September 1995, Congresszentrum Igls bei Innsbruck, 21.–24. Oktober 1997. Vereinigung Österreichischer Bibliothekarinnen und Bibliothekare; Österreichisches Online-Informationstreffen; Österreichischer Dokumentartag. (= Biblos-Schriften, Band 161) Österreichische Online-Benutzergruppe, Innsbruck 2000.
- Drehscheibe E-Mitteleuropa. Information Produzenten, Vermittler, Nutzer, die gemeinsame Zukunft; Tagungsberichte vom 9. Österreichischen Online-Informationstreffen und 10. Österreichischen Dokumentartag; 24.–27. April 2001, Universität Graz. (= Biblos-Schriften, Band 173) Phoibos, Wien 2002.
- Ein Jahrzehnt World Wide Web: Rückblick – Standortbestimmung – Ausblick. ODOK '03; Tagungsbericht vom 10. Österreichischen Online-Informationstreffen und 11. Österreichischen Dokumentartag; 23.–26. September 2003, Universität Salzburg, Naturwissenschaftliche Fakultät. (= Biblos-Schriften, Band 179) Phoibos, Wien 2004.
- Zugang zum Fachwissen. ODOK '05, 11. Österreichisches Online-Informationstreffen, 12. Österreichischer Dokumentartag, 13.–16. September 2005, Freie Universität Bozen. ODOK 2005. Bozen, 13.–16. September 2005. ODOK; Universität Bozen. (= Schriften der Vereinigung Österreichischer Bibliothekarinnen und Bibliothekare, Band 1) Neugebauer, Graz, Feldkirch 2007.
- Informationskonzepte für die Zukunft. ODOK '07; 12. Österreichisches Online-Informationstreffen; 13. Österreichischer Dokumentartag; 17.–21. September 2007, Karl-Franzens-Universität Graz. ODOK '07. Graz, 17.–21. September 2007. ODOK; Vereinigung Österreichischer Bibliothekarinnen und Bibliothekare; Österreichisches Online-Informationstreffen; Österreichischer Dokumentartag. (= Schriften der Vereinigung Österreichischer Bibliothekarinnen und Bibliothekare, Band 5) Neugebauer, Graz, Feldkirch 2008.